# Hrvatska zajednica samostalnih umjetnika
Hrvatska zajednica samostalnih umjetnika (skraćeno HZSU; eng. Croatian Freelance Artists’ Association) je udruga samostalnih umjetnika koji profesionalno obavljaju samostalnu umjetničku djelatnost.

## HZSU
Hrvatska zajednica samostalnih umjetnika utemeljena je 1965. godine. Upisana je u Registar udruga Republike Hrvatske te ima svojstvo pravne osobe. HZSU je neprofitna organizacija i njeno je djelovanje javno. Zadaća joj je poticanje i promicanje kulturno-umjetničkog stvaralaštva i javnog djelovanja, uz ostvarivanje i zastupanje zajedničkih interesa samostalnih umjetnika te zaštita njihovih prava u obavljanju profesionalne samostalne umjetničke djelatnosti. Udrugom upravljaju članovi HZSU putem svojih predstavnika u tijelima udruge (predsjednik, Upravni odbor i Skupština). Članovi HZSU su umjetnici koji se profesionalno bave filmskim, glazbenim, književnim, likovnim i scenskim stvaralaštvom.
Članom HZSU mogu biti/postati umjetnici čiji zahtjev za članstvom rješava Stručno povjerenstvo HZSU temeljem Pravilnika o postupku i uvjetima za priznavanje prava samostalnih umjetnika na uplatu doprinosa za mirovinsko i invalidsko te zdravstveno osiguranje iz sredstava proračuna Republike Hrvatske. Stručno povjerenstvo HZSU razmatra i vrednuje posljednjih pet godina umjetničkoga stvaralaštva i javnoga djelovanja podnositelja zahtjeva. Odluku članova Stručnoga povjerenstva naknadno treba potvrditi i ministar kulture RH.

## Vanjske poveznice
- Službene stranice HZSU (hrv.) (engl.)
- Članovi HZSU